# ETHOS (typologia)
Europejska Typologia Bezdomności i Wykluczenia Mieszkaniowego ETHOS – typologia bezdomności i wykluczenia mieszkaniowego sporządzona przez Europejską Federację Narodowych Organizacji Pracujących na rzecz Ludzi Bezdomnych FEANTSA w 2008. Celem ETHOS jest dostarczenie wspólnego języka interesariuszom uczestniczącym w międzynarodowej debacie, badaniach i działaniach na rzecz likwidacji bezdomności.

## Charakterystyka
Typologia została stworzona w założeniu, że istnieją trzy domeny wyznaczające bezdomność: fizyczna (posiadanie lokalu), społeczna (można w nim czerpać satysfakcję z relacji społecznych i zachować prywatność) oraz prawna (posiadanie tytułu prawnego do lokalu). Wykluczenie z jednej z tych domen lub z kilku z nich wyznacza zaistnienie czterech podstawowych kategorii koncepcyjnych (podzielonych na trzynaście typów operacyjnych), rozumianych jako brak domu:
- brak dachu nad głową (bezdachowość[1]),
- brak mieszkania (bezmieszkaniowość[1]),
- mieszkanie niezabezpieczone,
- mieszkanie nieodpowiednie[3][4].

Kategorie koncepcyjne i ich typy operacyjne mogą być wykorzystywane do różnych celów, np. opisywania populacji, czy skupisk ludzi bezdomnych, projektowania i monitorowania polityki społecznej, jak i jej ewaluacji.

## Kategorie

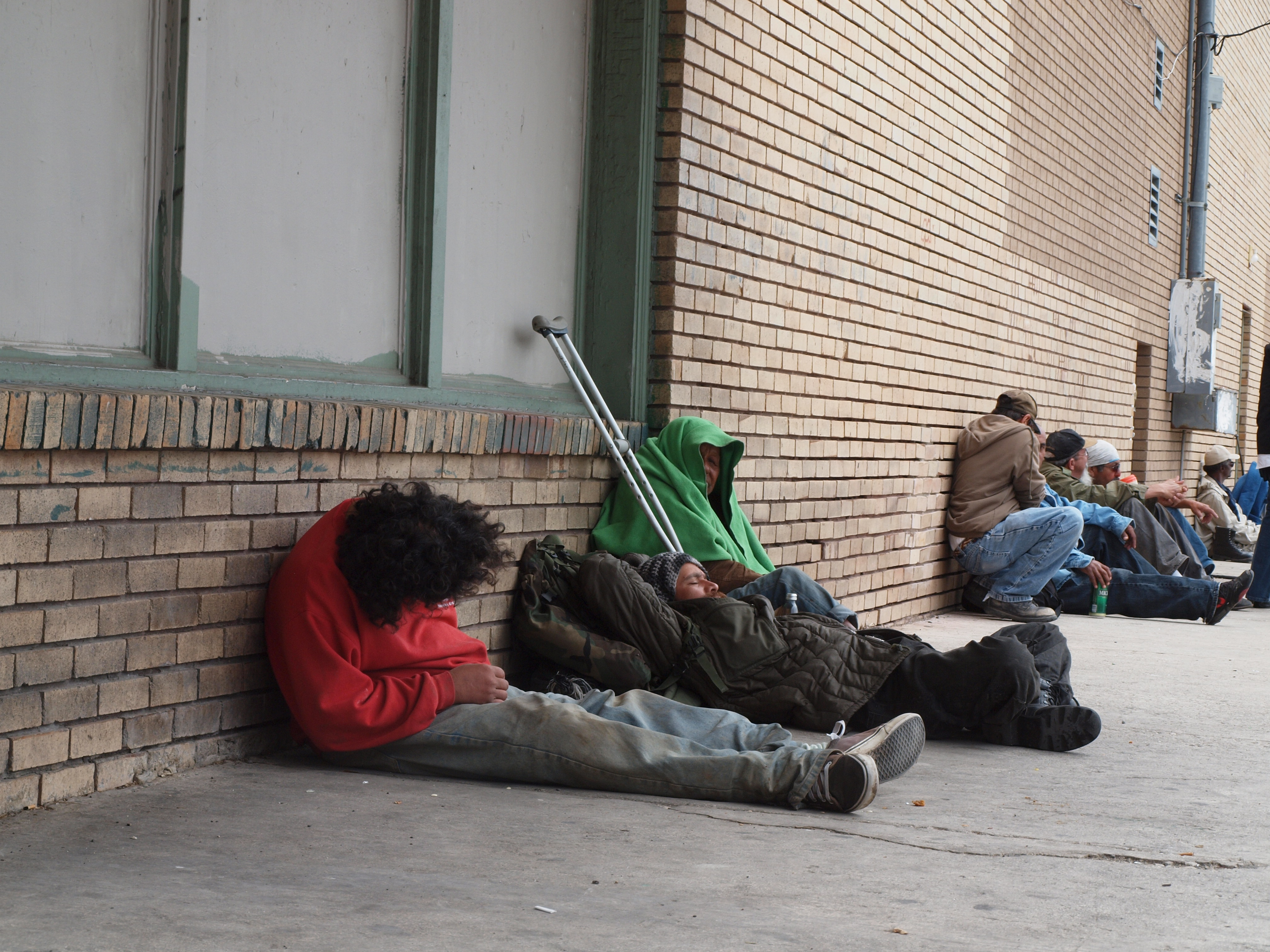
Bezdomni śpiący na ulicy: kategoria operacyjna bez dachu nad głową (ludzie zamieszkujący w przestrzeni publicznej)

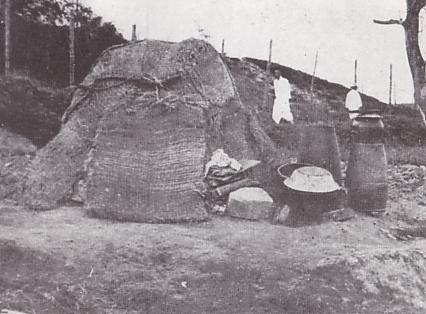
Kategoria operacyjna nieodpowiednie mieszkanie (szałas mieszkalny w Korei)

Kategoria operacyjna bez dachu nad głową zawiera następujące typy operacyjne:
- ludzie zamieszkujący w przestrzeni publicznej,
- ludzie zakwaterowani interwencyjnie (noclegownie, ogrzewalnie)[3].

Kategoria operacyjna bez mieszkania zawiera następujące typy operacyjne:
- ludzie zakwaterowani w placówkach dla bezdomnych, mieszkaniach wspieranych, czy rotacyjnych,
- ludzie zakwaterowani w schroniskach dla kobiet,
- ludzie zakwaterowani w ośrodkach dla uchodźców i imigrantów (w tym migrujący pracownicy),
- ludzie, którzy mają opuścić instytucje (penitencjarne, medyczne, domy dziecka),
- ludzie otrzymujący długoterminowe, stałe formy wsparcia z uwagi na bezdomność (m.in. domy pomocy społecznej)[3].

Kategoria operacyjna niezabezpieczone mieszkanie zawiera następujące typy operacyjne:
- ludzie w lokalach niezabezpieczonych (u rodzin, znajomych, nielegalnie podnajmujący lub zajmujący ziemię),
- ludzie zagrożeni eksmisją,
- ludzie zagrożeni przemocą (interwencje służb mundurowych)[3].

Kategoria operacyjna nieodpowiednie mieszkanie zawiera następujące typy operacyjne:
- ludzie zamieszkujący w nietrwałych konstrukcjach (miejsca niemieszkalne, niekonwencjonalne, tymczasowe, np. szałasy, domki letniskowe),
- ludzie mieszkający w warunkach substandardowych (lokale nie spełniające standardów do zamieszkania),
- ludzie mieszkający w warunkach przeludnienia (przekroczenie odpowiednich norm)[3].

## Rozwój
Typologia została w Polsce zaadaptowana do lokalnych warunków z ograniczeniem niektórych typów operacyjnych. ETHOS jest jednogłośnie rekomendowana jako wspólna rama definicyjna zjawiska bezdomności na terenie Unii Europejskiej. Uniwersalność tego podejścia potwierdza fakt oparcia o tę typologię Globalnej Definicji Bezdomności przyjętej w 2015 przez Instytut Bezdomności Globalnej.